# São João do Manhuaçu
São João do Manhuaçu é um município brasileiro do estado de Minas Gerais. Sua população recenseada em 2022 era de 11 246 habitantes.